# مطار بكين العاصمة الدولي
مطار العاصمة بكين الدولي (بالصينية: 北京首都國際機場) المطار الدولي الرئيسي في بكين عاصمة الصين. (إياتا: PEK، إيكاو: ZBAA). وهو ثاني أكثر المطارات ازدحاما في العالم ويقع في الشمال الشرقي للمدينة ويبعد بحوالي 32 كيلومتر عن وسط المدينة تملك المطار وتديره شركة مطار العاصمة بكين الدولي المحدودة، وهي شركة تابعة للحكومة. ويعد المطار الأكبر والأكثر نشاطاً بين مطارات الصين، ويضم مركز العمليات الرئيسي لخطوط الصين الجوية (اير تشاينا)، بالإضافة إلى طيران هاينان، وخطوط جنوب الصين الجوية.
يأتي المطار في المرتبة الثامنة عالميًا من ناحية عدد الركاب المسافرين بعدد 55,66 مليون مسافر سنوياً، وفي المرتبة الحادية والعشرون (21) عالمياً من ناحية الحركة الجوية بما يقارب 432 ألف رحلة جوية سنويا. وهو المطار الوحيد في آسيا ضمن أكبر 30 مطار عالمي في حجم الشحن الجوي.

## نبذة تاريخية
افتتح المطار في عام 1958، وفي عام 1980 تم إنشاء مبنى جديد لصالات الركاب لتكون بديلا عن المبنى السابق الذي لم يكن ليتسع لاستيعاب الحركة المتزايدة للمسافرين وتم تحويله حاليا لاستقبال الطائرات الخاصة لكبار الشخصيات، وفي عام 1999 وفي الاحتفالات الصينية للذكرى الخمسين لتأسيس جمهورية الصين الشعبية تم افتتاح مبنى صالة الركاب رقم 2 للمطار وإغلاق المبنى القديم لإعادة تأهيله، وافتتح مرة أخرى في عام 2004. في عام 2007 دشن مدرج الطيران رقم 3  بالإضافة إلى افتتاح مبنى صالة الركاب الجديدة في عام 2008 بالتزامن مع استضافة الصين لدورة الألعاب الأولمبية الصيفية، وتأسيس خط قطار جديد لربط المطار بوسط بكين.

## مباني صالات الركاب

### صالة الركاب رقم 1
بمساحة 60,000 متر مربع وافتتحت في عام 1980، بديلا عن المبنى القديم الذي خدم المطار منذ افتتاحه عام 1958. أعيد إغلاق الصالة في عام 1990 لإعادة تهيئتها وخلال تلك الفترة وحتى عام 2004 كانت الصالة رقم 2 هي الصالة الوحيدة التي تخدم المطار. اعيد اغلاق الصالة مرة أخرى لفترة بسيطة وتحويل جميع الرحلات إلى الصالة رقم 2 وذلك في عام 2008.
تستخدم الصالة لوجهات الطيران الداخلية باستثناء الرحلات المتجهة إلى هونغ كونغ ومكاو من قبل خطوط جنوب الصين الجوية (تشاينا ساوثرن) بشكل أساسي بالإضافة إلى خطوط هاينان الجوية وطيران جراند تشاينا وطيران دير وخطوط طيران جراند تشاينا إكسبرس.

### صالة الركاب رقم 2

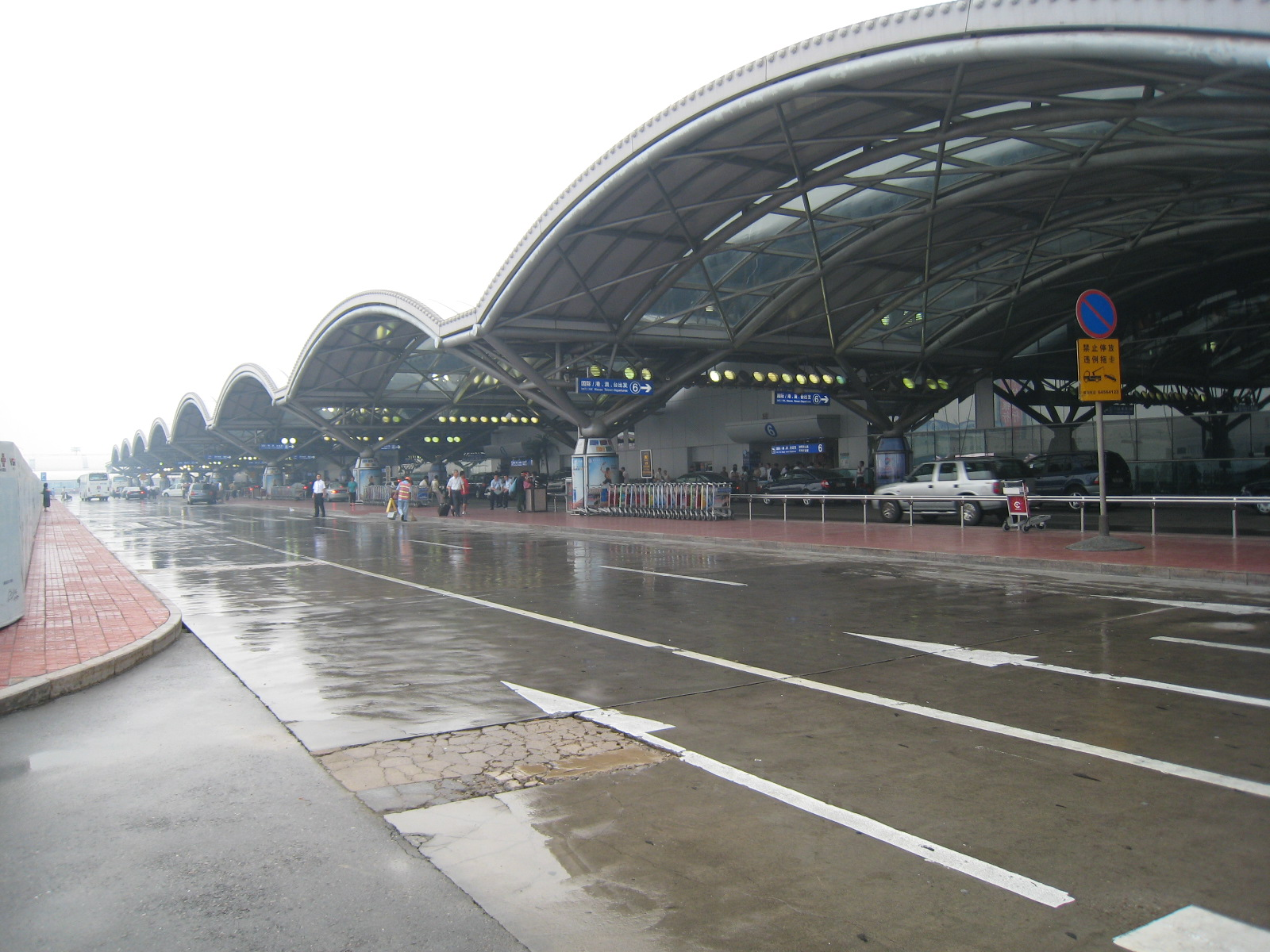
مبنى صالة الركاب رقم 2

افتتحت في عام 1999 في احتفالات الذكرى الخمسين على تأسيس جمهورية الصين الشعبية، أستخدمت في البداية كبديل للصالة رقم 1. وهي أكبر من ناحية المساحة من صالة رقم 1 ومجهزة لاستقبال 20 طائرة في نفس الوقت تستخدم الصالة لوجهات الطيران الداخلية والدولية والرحلات المتجهة إلى هونغ كونغ ومكاو من قبل خطوط جنوب الصين الجوية (تشاينا ساوثرن) تشاينا ايسترن وخطوط طيران سكاي تيم. فيما انتقلت شركات الطيران العالمية بالإضافة إلى طيران الصين (اير تشاينا) و خطوط شانغهاي الجوية من الصالة رقم 2 إلى الصالة رقم 3.
ترتبط الصالة بممر ارضي بصالة الركاب رقم 3، وتتوافر بها خدمات المطاعم والمقاهي وخاصة في منطقة الرحلات الداخلية.

### صالة الركاب رقم 3

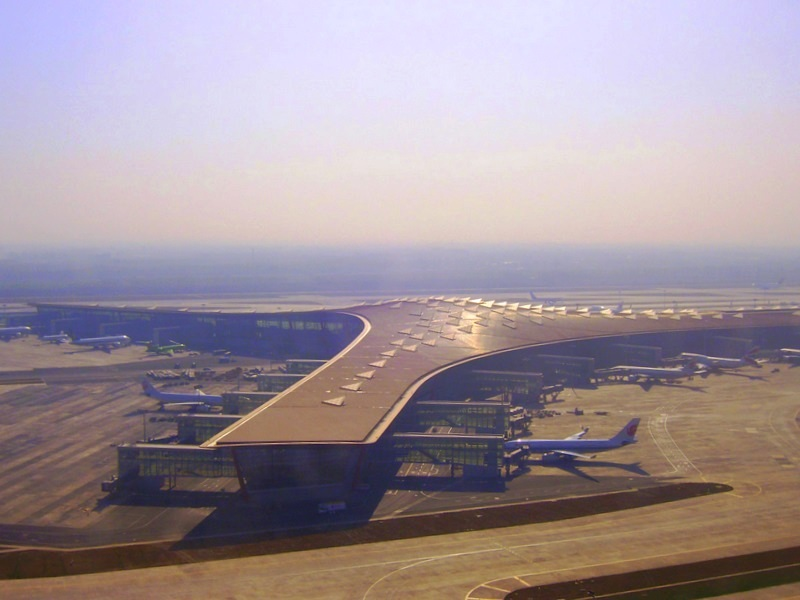
مبنى صالة الركاب رقم 3

بدأت أعمال الإنشاء في مبنى صالة الركاب رقم 3 في عام 2004، وافتتح في عام 2008. صمم المبنى من قبل تحالف من عدد من الشركات الهولندية والبريطانبة وبلغت تكلفة المشروع 3,5 مليار دولار أمريكي ، وأعتبر في ذلك الوقت أكبر مشروع لإنشاء صالة للركاب بمساحة إجمالية 986,000 متر مربع وبارتفاع 5 طوابق فوق مستوى الأرض ودورين سفليين. ينقسم المبنى فعليا إلى 3 أقسام C,D,E الصالة 3C تستخدم للرحلات الداخلية، بينما تستخدم الصالة 3D والصالة 3E للرحلات الدولية.

## إحصائيات
شاهد source Wikidata query and sources.
| السنة | عدد الركاب  | التغير عن العام السابق | حركة الطاترات | الشحن (طن)  |
| ----- | ----------- | ---------------------- | ------------- | ----------- |
| 2007  | 53,611,747  |                        | 399,209       | 1,416,211.3 |
| 2008  | 55,938,136  | ▲04.3%                 | 429,646       | 1,367,710.3 |
| 2009  | 65,375,095  | ▲016.9%                | 487,918       | 1,475,656.8 |
| 2010  | 73,948,114  | ▲013.1%                | 517,585       | 1,551,471.6 |
| 2011  | 78,674,513  | ▲06.4%                 | 533,166       | 1,640,231.8 |
| 2012  | 81,929,359  | ▲04.1%                 | 557,167       | 1,787,027   |
| 2013  | 83,712,355  | ▲02.2%                 | 567,759       | 1,843,681   |
| 2014  | 86,128,313  | ▲02.9%                 | 581,952       | 1,848,251   |
| 2015  | 89,900,000  | ▲04.4%                 | 594,785       | 1,843,543   |
| 2016  | 94,393,000  | ▲05.6%                 | 606,086       | 1,831,167   |
| 2017  | 95,786,296  | ▲01.5%                 | 597,259       | 2,029,583   |
| 2018  | 100,983,290 | ▲05.4%                 | 614,022       | 2,074,005   |
| 2019  | 100,013,642 | ▼01.0%                 | 594,000       | 1,955,286   |
| 2020  | 34,513,827  | ▼065.5%                | 291,498       | 1,210,441   |
| 2021  | 32,639,013  | ▼05.4%                 | 297,176       | 1,401,313   |
| 2022  | 12,703,342  | ▼061.1%                | 157,630       | 988,675     |
| 2023  | 52,879,156  | ▲0316.3%               | 379,710       | 1,115,908   |

## شركات الطيران والوجهات

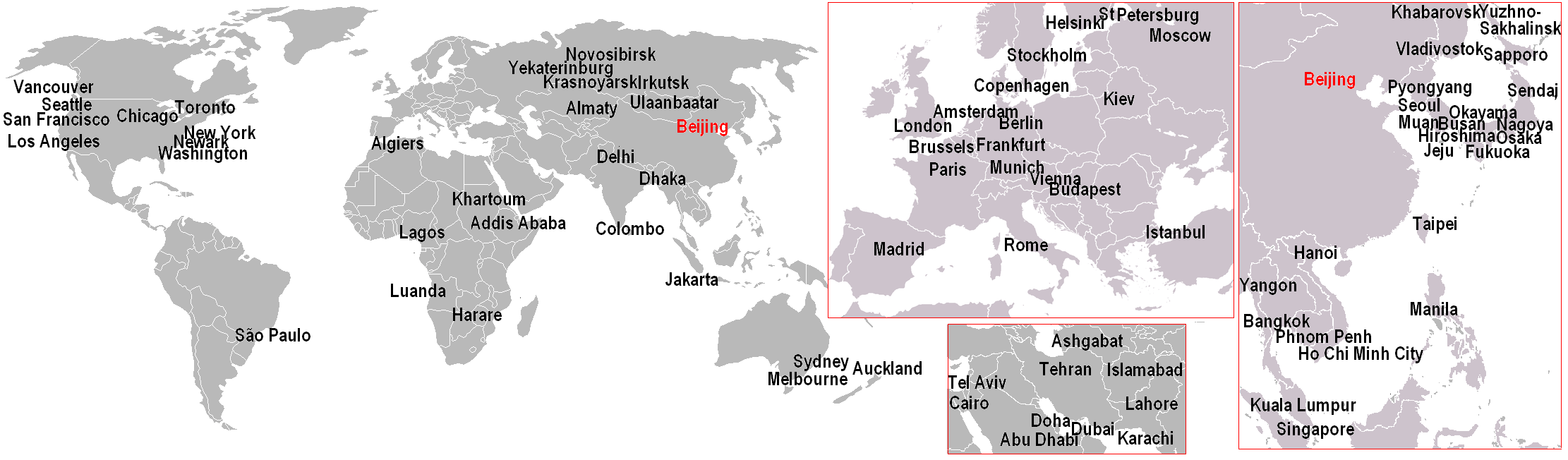
رحلات طيران دولية مباشرة من مطار بكين العاصمة الدولي

### الركاب
| شركـات طيـران                     | الوجهات |
| --------------------------------- | --- |
| الخطوط الجوية الجزائرية           | مطار هواري بومدين الدولي |
| طيران أستانا                      | مطار ألماتي الدولي، مطار آستانا الدولي |
| طيران كندا                        | مطار تورونتو بيرسون الدولي، مطار فانكوفر الدولي (معلقة) |
| طيران الصين                       | مطار اكسو، مطار آستانا الدولي، مطار أثينا الدولي، مطار أوكلاند الدولي، مطار سوفارنابومي الدولي، مطار باوتو يرليبان، مطار برشلونة الدولي، مطار بايانور تيانجيتاي، مطار فوتشنغ بيهاي، مطار بودابست فرانز ليست الدولي، Busan، مطار تشانغتشون الدولي، مطار تشانغشا هوانغوا الدولي، مطار تشانغتشي وانغشون، مطار تشانغتشو بيننو، مطار تشنغدو شوانغليو الدولي، مطار تشنغدو تيانفو الدولي، مطار تشيانغ مي، مطار تشيفنغ يولونغ، Chita، مطار تشونغتشينغ جيانغبى الدولي، مطار كوبنهاغن، مطار دالي، مطار داليان الدولي، مطار داندونغ لانغتو، مطار داتشينغ سارتو، Dazhou، مطار دبي الدولي، مطار دونهوانغ، مطار فرانكفورت، Fukuoka، مطار فويانغ شيغوان، مطار فويوان، مطار فوتشو تشانغله الدولي، مطار جنيف الدولي، مطار غوانغيون بانلونغ، مطار قوانغتشو باييون الدولي، مطار قويلين يانغ جيانغ الدولي، مطار قوييانغ لونغدونغابو الدولي، مطار هايكو ميلان الدولي، مطار هايلار دونغشان، مطار هامي، مطار هانغتشو شياوشان الدولي، مطار هاربين الدولي، مطار حيفي شينكياو الدولي، مطار هينغيانغ نانيوي، مطار تان سون نهات الدولي، مطار هوهوت بايتا الدولي، مطار هونغ كونغ الدولي، مطار هوايان ليانشوي، مطار هويزهو، مطار إسلام آباد الدولي، مطار سوكارنو هاتا الدولي، مطار جيانسانينغ، مطار جييانغ شاوشان، مطار جينغدتشن جيا، مطار جينغقانغشان، مطار أوليفر ريجنالد تامبو، مطار جناح الدولي، مطار كاراماي، مطار كاشغر الدولي، مطار كورلا، مطار كوالالمبور الدولي، مطار كونمينغ جانغشوي الدولي، مطار لانتشو تشونغ تشوان، مطار لاسا الدولي، مطار ساني ليجيانغ، مطار لينفين ياودو، مطار ليوبانشوي يويزهاو، مطار لندن هيثرو، مطار لوس أنجلوس الدولي، مطار لوليانغ داو، مطار مدريد باراخاس الدولي، مطار نينوي أكوينو الدولي، مطار مانزهولوي شيجياو، مطار ملبورن الدولي، مطار ميانيانغ نانيجو، مطار مالبينسا، مطار مينسك الدولي، مطار شيريميتييفو الدولي، مطار مودانجيانغ هايلانغ، مطار ميونخ الدولي (تستأنف 1 أغسطس 2023)، مطار تشوبو سنتراير الدولي، مطار نانتشانغ تشانغبى الدولي، مطار نانجينغ الدولي، مطار نانينغ الدولي، مطار نانتونغ شينغ دونغ، مطار جون إف كينيدي الدولي، مطار نينغبو ليش الدولي، مطار نينغشهاي ماينلينغ، مطار اوردوس إيجين هورو، مطار كانساي الدولي، مطار باريس شارل ديغول، مطار بنوم بنه الدولي، Phuket، مطار غينغادو جياودونغ الدولي، مطار تشيتشيهار سانجيازي، مطار ليوناردو دا فينشي، مطار سانيا فينيكس الدولي، Sapporo–Chitose، مطار سنداي (تستأنف 25 يوليو 2023)،[بحاجة لمصدر] مطار غيمبو الدولي، مطار إنتشون الدولي، مطار شانغهاي هونغكياو الدولي، مطار شانغهاي بودنغ الدولي، مطار شيانغراو سانغينغشان، مطار شياويانغ واغانغ، مطار شنيانغ الدولي، مطار شينزين باوان الدولي، مطار شيهيزي، مطار شيهيان ودانغشان، مطار شانغي سنغافورة، Songyuan، مطار ستوكهولم أرلاندا، مطار سيدني، مطار تايوان تاويوان الدولي، مطار تاييوان وسو الدولي، مطار تايتشو وقياو، مطار طوكيو هانيدا الدولي، مطار ناريتا الدولي، مطار تونغهوا، مطار تونغلياو، مطار جنكيز خان الدولي الجديد، مطار أولانهوت، مطار أورومتشي الدولي، مطار فانكوفر الدولي، مطار فيينا الدولي، مطار وارسو فريدريك شوبان، مطار يهاي داسهويبو، مطار ونزهو يونجقيانج الدولي، مطار ووهان الدولي، مطار شيامن قاوتشي الدولي، مطار شيان شيانيانغ الدولي، مطار شيتشانغ تشينغشان، مطار شيلينهوت، مطار شينينغ الدولي، Yan'an، مطار نانيانغ يانتشنغ، Yangon، مطار يانغزهو تايزهو، مطار يانجي تشاويانغتشوان، مطار يانتاي بينجلاي الدولي، مطار يبين واليانجي، مطار ييتشانغ سانشيا، مطار يشهون مينغيويشان، مطار ينتشوان خه دونغ، مطار ينينغ، مطار ييوو، مطار يونتشنغ قوانقونغ، مطار تشانغجياجيه هيهوا، Zhanjiang، مطار تشنغتشو الدولي، مطار تشوهاى سانزو، مطار رينهواي ماوتاي |
| الخطوط الجوية الفرنسية            | مطار باريس شارل ديغول |
| طيران ماكاو                       | مطار ماكاو الدولي |
| خطوط كل اليابان الجوية            | مطار كانساي الدولي (معلقة)، مطار طوكيو هانيدا الدولي، مطار ناريتا الدولي |
| خطوط آسيانا الجوية                | مطار غيمبو الدولي (معلقة)، مطار إنتشون الدولي |
| Cambodia Angkor Air               | مطار بنوم بنه الدولي، Siem Reap ‏ |
| كاثي باسيفيك                      | مطار هونغ كونغ الدولي |
| سيبو باسيفيك                      | مطار نينوي أكوينو الدولي |
| الخطوط الجوية الصينية             | مطار تايوان تاويوان الدولي |
| خطوط شرق الصين الجوية             | مطار شانغهاي هونغكياو الدولي |
| Dalian Airlines                   | مطار قانتشو هوانتشين، مطار هوانغشان تونشي الدولي، مطار يوتشو بيلين، مطار ميانيانغ نانيجو، مطار نانينغ الدولي |
| مصر للطيران                       | مطار القاهرة الدولي |
| طيران الإمارات                    | مطار دبي الدولي |
| الخطوط الجوية الإثيوبية           | مطار أديس أبابا بولي الدولي |
| إيفا للطيران                      | مطار تايوان تاويوان الدولي |
| خطوط هاينان الجوية                | مطار أنقينج تيانزهوشان، مطار سوفارنابومي الدولي، مطار بلغراد نيكولا تسلا، مطار برلين براندنبرغ، مطار بروكسل الدولي، مطار تشانغتشون الدولي، مطار تشانغشا هوانغوا الدولي، مطار تشنغدو شوانغليو الدولي، مطار تشونغتشينغ جيانغبى الدولي، مطار داليان الدولي، مطار دونغينغ شنغلي، مطار فوتشو تشانغله الدولي، مطار قوانغتشو باييون الدولي، مطار قويلين يانغ جيانغ الدولي، مطار قوييانغ لونغدونغابو الدولي، مطار هاربين الدولي، مطار هايكو ميلان الدولي، مطار هايلار دونغشان، مطار هانغتشو شياوشان الدولي، مطار هاربين الدولي، مطار جياموسي دونغاجياو، مطار كونمينغ جانغشوي الدولي، مطار لانتشو تشونغ تشوان، مطار مانشستر، مطار مانزهولوي شيجياو، مطار شيريميتييفو الدولي، مطار مودانجيانغ هايلانغ، مطار نانتشانغ تشانغبى الدولي، مطار نينغبو ليش الدولي، مطار كانساي الدولي، Phuket، مطار غيونغهاي بواو، مطار بولكوفو، مطار سانيا فينيكس الدولي، مطار شانغهاي هونغكياو الدولي، مطار شانغهاي بودنغ الدولي، مطار شينزين باوان الدولي، مطار تايوان تاويوان الدولي، مطار بن غوريون الدولي، مطار ناريتا الدولي، مطار أورومتشي الدولي، مطار ونزهو يونجقيانج الدولي، مطار هاي، مطار ووهان الدولي، مطار شيامن قاوتشي الدولي، مطار شيان شيانيانغ الدولي، مطار شيشوانغباننا غاسا، Yan'an، مطار ييتشانغ سانشيا، مطار ينتشوان خه دونغ، Yulin (Guangxi) ‏، مطار يولين يو يانغ موسمي: مطار دبلن الدولي، مطار إدنبرة |
| خطوط هونغ كونغ الجوية             | مطار هونغ كونغ الدولي |
| الخطوط الجوية اليابانية           | مطار طوكيو هانيدا الدولي، مطار ناريتا الدولي (معلقة) |
| Jeju Air                          | مطار جيجو الدولي |
| Jiangxi Air                       | مطار نانتشانغ تشانغبى الدولي |
| الخطوط الجوية الملكية الهولندية   | مطار سخيبول أمستردام |
| كوريا للطيران                     | مطار جيجو الدولي، مطار غيمبو الدولي، مطار إنتشون الدولي |
| Kunming Airlines                  | مطار كونمينغ جانغشوي الدولي |
| طيران لونج                        | مطار هانغتشو شياوشان الدولي |
| خطوط لوت الجوية البولندية         | مطار وارسو فريدريك شوبان |
| خطوط لاكي الجوية                  | مطار كونمينغ جانغشوي الدولي |
| لوفتهانزا                         | مطار فرانكفورت، مطار ميونخ الدولي |
| ماهان إير                         | مطار الإمام الخميني الدولي |
| الخطوط الجوية المنغولية           | مطار جنكيز خان الدولي الجديد |
| الخطوط الجوية الدولية الباكستانية | مطار إسلام آباد الدولي |
| الخطوط الجوية الفلبينية           | مطار نينوي أكوينو الدولي |
| الخطوط الجوية الإسكندنافية        | مطار كوبنهاغن (معلقة) |
| خطوط شاندونغ الجوية               | مطار فوتشو تشانغله الدولي، مطار غينغادو جياودونغ الدولي، مطار شيامن قاوتشي الدولي، مطار يانتاي بينجلاي الدولي، مطار تشوهاى سانزو |
| خطوط شينزين الجوية                | مطار تشنغدو شوانغليو الدولي، مطار نانتونغ شينغ دونغ، مطار جينجيانغ تشيوانتشو، مطار شينزين باوان الدولي، مطار سنن شوفانغ الدولي، مطار شانغينغ ليوجي |
| خطوط سيتشوان الجوية               | مطار القاهرة الدولي، مطار تشنغدو شوانغليو الدولي، مطار تشنغدو تيانفو الدولي، مطار تشونغتشينغ جيانغبى الدولي، مطار كونمينغ جانغشوي الدولي، مطار سانيا فينيكس الدولي، مطار أورومتشي الدولي، مطار وانتشو وتشياو، مطار يشان، مطار شيتشانغ تشينغشان، مطار تشونغوي شابوتو |
| الخطوط الجوية السنغافورية         | مطار شانغي سنغافورة |
| الخطوط الجوية السريلانكية         | مطار باندارنيك الدولي |
| الخطوط الجوية الدولية التايلاندية | مطار سوفارنابومي الدولي |
| طيران التبت                       | مطار لاسا الدولي |
| الخطوط الجوية التركية             | مطار إسطنبول الدولي |
| طيران تركمانستان                  | مطار عشق آباد الدولي |
| الخطوط الجوية المتحدة             | مطار أوهير الدولي، مطار نيوآرك ليبرتي الدولي، مطار سان فرانسيسكو الدولي، مطار واشنطن دولس الدولي (all معلقة) |
| الخطوط الجوية الأوزبكستانية       | مطار طشقند الدولي |
| الخطوط الجوية الفيتنامية          | مطار نوي باي الدولي، مطار كام رانه الدولي |

### الشحن
| شركـات طيـران                                       | الوجهات |
| --------------------------------------------------- | --- |
| AirBridgeCargo                                      | مطار شيريميتييفو الدولي |
| طيران الصين للشحن الجوي                             | مطار تيد ستيفنز أنكوراج الدولي، مطار هارتسفيلد جاكسون، مطار أوهير الدولي، مطار فرانكفورت، مطار لوس أنجلوس الدولي، مطار ميونخ الدولي، مطار نانجينغ الدولي، مطار جون إف كينيدي الدولي، مطار باريس شارل ديغول، مطار إنتشون الدولي، مطار شانغهاي بودنغ الدولي، مطار ناريتا الدولي، مطار تايوان تاويوان الدولي |
| طيران كوريو                                         | مطار سونان الدولي |
| خطوط آسيانا الجوية                                  | مطار إنتشون الدولي |
| كارغولوكس                                           | مطار لوكسمبورغ |
| الخطوط الجوية الصينية                               | مطار تايوان تاويوان الدولي |
| الخطوط الجوية الصينية للشحن                         | مطار شانغهاي بودنغ الدولي |
| الخطوط الجوية الصينية للبريد                        | مطار قوانغتشو باييون الدولي، مطار هانغتشو شياوشان الدولي، مطار نانجينغ الدولي، مطار شانغهاي بودنغ الدولي، مطار شينزين باوان الدولي |
| دي إتش إل للطيران operated by خطوط هونك كونك الجوية | مطار هونغ كونغ الدولي |
| إيفا للطيران                                        | مطار تايوان تاويوان الدولي |
| الاتحاد للطيران                                     | مطار أبو ظبي الدولي، مطار ألماتي الدولي |
| فيديكس إكسبرس                                       | مطار كانساي الدولي، مطار باريس شارل ديغول، مطار إنتشون الدولي، مطار شانغهاي بودنغ الدولي |
| غارودا إندونيسيا                                    | مطار سوكارنو هاتا الدولي |
| كوريا للطيران                                       | مطار إنتشون الدولي |
| لوفتهانزا للشحن                                     | مطار فرانكفورت |
| خطوط أس أف الجوية                                   | مطار قوانغتشو باييون الدولي، مطار هانغتشو شياوشان الدولي، مطار ماكاو الدولي، مطار شانغهاي بودنغ الدولي، مطار شينزين باوان الدولي، مطار سنن شوفانغ الدولي |
| Singapore Airlines Cargo                            | مطار شانغي سنغافورة |
| خطوط سوبارنا الجوية                                 | مطار هانغتشو شياوشان الدولي، مطار شانغهاي بودنغ الدولي، مطار شينزين باوان الدولي |

## وصلات خارجية
- الموقع الرسمي (الصينية, باللغة الإنجليزية)
- معرض لصور الإنشاءات نسخة محفوظة 26 سبتمبر 2008 على موقع واي باك مشين.
- فيديو لأكبر منشأة جوية على يوتيوب